# Csasznyi Dénes
Csasznyi Dénes (CASSY)  (Óbecse, 1967. október 5. – ) magyar szobrászművész.

## Életpályája
Csasznyi István szobrászművész és Knecht Róza rajztanár fiaként született. Érettségi és a kötelező jugoszláv katonai szolgálat után szülői nyomásra az újvidéki Műszaki Egyetemen folytatta tanulmányait, de mivel a művészettől nem tudott elszakadni, ezért megszakítva gépészmérnöki képzését felvételizett a szkopjei Cirill és Metód Művészeti Egyetemre. A sikeres felvételi ellenére a szemesztert nem kezdhette el a délszláv háború miatt. Jugoszláviát hátrahagyva Magyarországon kezdett új életet, a Pannónia Filmstúdióban Gémes József mellett dolgozott rajzolóként, később restaurátorként tevékenykedett, míg saját műtermében továbbra is szobrászként alkotott. Jelenleg Budapesten él és alkot, szobraival rendszeres résztvevője a magyarországi és nemzetközi kiállításoknak egyaránt.

## Művészete
Művei általában egy-egy töredékből születnek. Előre kialakított koncepció helyett alkotás során sokkal nagyobb hangsúlyt kapnak a folyamatok, pillanatnyi benyomások, mivel hite szerint ilyen módon teret engedve a Múzsának a részletekből tökéletes egész születhet. Művei alanyaként főként az emberi test jelenik meg, s nagy hangsúlyt kap a szakralitás, a misztérium. Alkotásai az élet mélyebb összefüggéseit, a választás és eleve elrendelés kérdését, az ideák megismerésének lehetőségeit, az emberi kapcsolatok bonyolult szövevényét igyekeznek megjeleníteni.
Szobrászati technikája két fő irányt követ.
Kompozícióinak egy része bronz, kő és fa felhasználásával készül. A bronz a nemessége és tisztasága miatt a legkedveltebb alapanyaga, szobrászatának ez adja a fő irányvonalát.
Szobrainak másik csoportját a műgyanta szobrok képezik. Ez a technikája azt a törekvést tükrözi, hogy múlandó, változó anyagokból hogyan lehet valami állandót, művészi értékkel bírót alkotni. Könnyen lebomló anyagot, mint például a papírt kimerevíteni, levédeni, olyannak tűnik, mint a múlandóság és a változás egyik pillanatát örökre megőrizni.
Festményei, grafikái rendre a Nőről, valamint az Élet körforgásáról szólnak, alkotásait a fekete-fehér-vörös-arany színvilág határozza meg.

## Kiállításai

### Önálló kiállítások
- 2021 A Nő és az élet egyéb titkai /Online Viewing Room /Online Kiállítás
- 2020 Bardo / Közép Európai Táncszínház – Budapest, Magyarország[7]
- 2015 Portré / Magángaléria – Leányfalu, Magyarország
- 2014 Chairs / Székely Gábor Galéria – Budapest, Magyarország

### Csoportos kiállítások
- 2023     Art San Diego / San Diego Convention Center / San Diego, USA
- 2023     Barcelona International Art Fair / Maritime Museum / Barcelona, Spanyolország[8]
- 2023    I Segnalati / Máltai Parlament / Valetta, Málta
- 2023    1st International Biennale of Sanremo / Ariston Theater / Sanremo, Olaszország
- 2023    London Art Biennale / Chelsea Old Town Hall / London, United Kingdom[9]
- 2023    Art Cannes Biennale / MAMAG Modern Art Museun and Paks Gallery / Cannes, France
- 2022    I Segnalati / Espacio Gallery / London, Egyesült Királyság
- 2022    International Bienal de Arte Barcelona / MEAM / Barcelona, Spanyolország
- 2022    Art Shopping Paris / Carrousel du Louvre / Párizs, Franciaország
- 2021    I Segnalati / Pintér Galéria /Budapest, Magyarország
- 2021 Here we are / Rossocinabro Contemporary Art Gallery / Róma, Olaszország
- 2021 Barcelona Contemporary Art Fair / Valid World Hall Gallery Archiválva 2022. március 28-i dátummal a Wayback Machine-ben / Barcelona, Spanyolország
- 2021 Venice International Art Fair / The ROOM Contemporary Art Space – Velence, Olaszország
- 2015 Nyitott Műhely sorozat / Magángaléria – Leányfalu, Magyarország
- 2015 Alumni Képzőművészeti Kiállítás / SOTE – Budapest, Magyarország
- 2014 Csasznyi Dénes szobrász és Dorosz Károly festőművész kiállítása / Székely Gábor Gallery – Budapest, Magyarország
- 2014 Evidencia – III. szobrász biennále / Művészetmalom – Szentendre, Magyarország

## Publikációi
- Art International Contemporary Magazine[10][11]
- Joe Alegado: Chimera Man[12](borító)
- Contemporary Art of Excellence Book Volume IV[13]

## Díjai, elismerései
- The Best Modern and Contemporary Artists London Prize, Egyesült Királyság, London, 2022
- International Prize Paris, Franciaország, Párizs, 2022
- Leonardo Da Vinci International Art Prize , Nemzetközi Leonardo da Vinci-díj, Olaszország, Firenze, 2022[14]